# D3o
 (janvier 2022).
Si vous disposez d'ouvrages ou d'articles de référence ou si vous connaissez des sites web de qualité traitant du thème abordé ici, merci de compléter l'article en donnant les références utiles à sa vérifiabilité et en les liant à la section « Notes et références ».
D3O est une matière orange rhéoépaississante (appelée aussi dilatante) commercialisée par l'entreprise britannique D3O qui présente la particularité de changer de comportement mécanique selon qu'elle soit déformée lentement ou rapidement. Manipulé lentement, le D3O ressemble à de la pâte à modeler, mais soumis à un choc, il absorbe et disperse l'énergie avant de retourner instantanément à son état souple.
Ce matériau polymère est aujourd'hui incorporé dans des équipements de protection principalement pour les tenues de sports (motocyclisme, ski, descente, etc.), les tenues de combat militaires ainsi que dans les protections des smartphones, tablettes et notebooks.

## Propriétés selon le concepteur
- Densité : 0,1 - 0,65
- Température d'utilisation : −20 à 40 °C
- Non toxique
- Résistance en traction : 1 MPa (standard BS EN ISO 1798:2000)